# تاریخ الکتروشیمی
الکتروشیمی، شاخه ای از علم شیمی است که در طی تکامل خود از اصول اولیهٔ مربوط به آهن‌ربا در اوایل قرن ۱۶ و ۱۷ میلادی، تا نظریه‌های پیچیده‌ای شامل رسانایی، بار الکتریکی و روش‌های ریاضی، تغییرهای بسیاری را متحمل شد. اصطلاح الکتروشیمی برای توصیف پدیده‌های الکتریکی در اواخر قرن ۱۹ و ۲۰ میلادی استفاده شد. در دهه‌های اخیر، الکتروشیمی به حوزه تحقیق‌های فعلی تبدیل شده‌است، از جمله تحقیق‌هایی در مورد باتری‌ها و سلول‌های سوختی، جلوگیری از خوردگی فلزها، استفاده از سلول‌های الکتروشیمیایی برای حذف مواد آلی نسوز و آلاینده‌های مشابه در الکتروکواگولاسیون فاضلاب و بهبود تکنیک‌ها در پالایش مواد شیمیایی با الکترولیز و الکتروفورز.

## پیشینه و طلوع الکتروشیمی
قرن ۱۶ میلادی سرآغاز درک علمی الکتریسیته و مغناطیس بود که با تولید نیروی الکتریکی و انقلاب صنعتی در اواخر قرن ۱۹ میلادی به اوج خود رسید…
در دهه ۱۵۵۰، ویلیام گیلبرت دانشمند انگلیسی ۱۷ سال از زندگی خود را صرف آزمایش مغناطیس و تا حدودی الکتریسیته کرد. گیلبرت به دلیل کار روی آهنربا به «پدر مغناطیس» معروف شد و کتاب او (De Magnete)به سرعت به کار استاندارد در سراسر اروپا در مورد پدیده‌های الکتریکی و مغناطیسی تبدیل شد و تمایز روشنی بین مغناطیس و آنچه در آن زمان «اثر کهربا» (الکتریسیته ساکن) نامیده می‌شد، قائل شد.

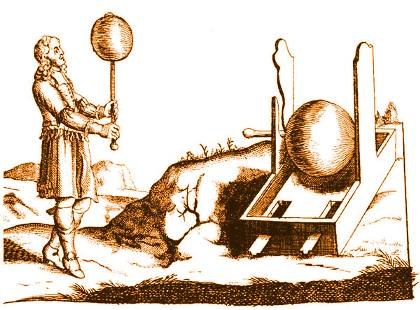
فیزیکدان آلمانی اتو فون گوریکه هنگام انجام آزمایش در کنار ژنراتور الکتریکی خود.

در سال ۱۶۶۳، فیزیکدان آلمانی اتو فون گریکه اولین ژنراتور الکترواستاتیک را اختراع کرد که با اعمال اصطکاک الکتریسیته ساکن تولید می‌کرد. ژنراتور از یک توپ گوگرد بزرگ در داخل یک کره شیشه ای ساخته شده بود که روی یک شافت نصب شده بود. توپ با استفاده از یک میل لنگ چرخانده می‌شد و هنگامی که یک پد در زمان چرخش به توپ مالیده می‌شد، جرقه الکتریکی ساکن ایجاد می‌کرد. کره زمین را می‌توان حذف کرد و به عنوان منبع الکتریکی برای آزمایش برق استفاده کرد. فون گوریکه از ژنراتور خود استفاده کرد تا نشان دهد بارهای همنام یکدیگر را دفع می‌کنند.

## قرن ۱۸ و تولد الکتروشیمی

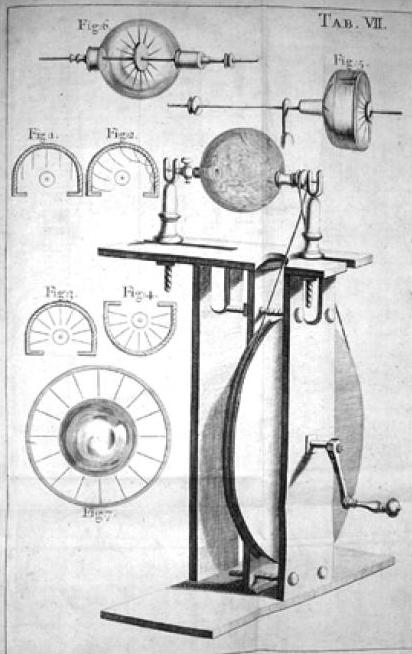
چراغ تخلیه گاز فرانسیس هاوکسبی

در سال ۱۷۰۹، فرانسیس هاوکسبی در انجمن سلطنتی لندن کشف کرد که با قرار دادن مقدار کمی جیوه در شیشه ژنراتور فون گریک و تخلیه هوا از آن، هر زمان که توپ بار ایجاد می‌کند و او با دست آن را لمس می‌کند، می‌درخشد. کره زمین او اولین لامپ تخلیه گاز نام گرفت.
بین ۱۷۲۹ و ۱۷۳۶، دو دانشمند انگلیسی، استفان گری و ژان دساگولیر، مجموعه ای از آزمایش‌هایی را انجام دادند که نشان می‌داد یک چوب پنبه یا جسم دیگر در فاصله ۸۰۰ تا ۹۰۰ فوت (۲۴۵–۲۷۵) متر) با اتصال به آن که از طریق یک لوله شیشه ای شارژ شده‌است به موادی مانند سیم‌های فلزی یا نخ کنفی، می‌توان آن را باردار کرد. آنها دریافتند که مواد دیگر مانند ابریشم این اثر را نشان نمی‌دهند.
در اواسط قرن هجدهم، شیمیدان فرانسوی شارل فرانسوا دو سیسترن دو فی دو شکل الکتریسیته ساکن را کشف کرده بود که مانند بارها یکدیگر را دفع می‌کنند در حالی که برخلاف بارهای جذب کننده. دو فای اعلام کرد که برق شامل دو مایع است: زجاجیه (از لاتین به معنی "شیشه") یا الکتریسیته مثبت و الکتریسیته رزینی یا منفی است. این "نظریه دو سیال" الکتریسیته بود، که بعداً در قرن حاضر با "نظریه یک سیال" بنجامین فرانکلین مخالف شد.
در سال ۱۷۴۵میلادی، ژان آنتوان نولت نظریه ای در مورد جاذبه و دافعه الکتریکی ارائه داد که فرض آن بر وجود جریان پیوسته مواد الکتریکی بین اجسام باردار بود. نظریه نولت در ابتدا با استقبال گسترده‌ای روبرو شد، اما در سال ۱۷۵۲میلادی با تجربه فرانکلین در مورد برق به زبان فرانسه با مقاومت روبرو شد. فرانکلین و نولت در مورد ماهیت برق بحث کردند در حالی که فرانکلین از راه دور و دو نوع الکتریسیته از نظر کیفی مخالف بود و نولت از عمل مکانیکی و یک نوع سیال الکتریکی حمایت می‌کرد. بحث فرانکلین سرانجام برنده شد و نظریه نولت کنار گذاشته شد.
در سال ۱۷۴۸ میلادی، نولت یکی از اولین الکترومترها، الکتروسکوپ را اختراع کرد که بار الکتریکی را با استفاده از جاذبه و دافعه الکترواستاتیک نشان می‌داد. گفته می‌شود که نولت اولین کسی است که نام " شیشه لیدن " را بر روی اولین دستگاه ذخیره‌سازی برق گذاشت. اختراع نولت در سال ۱۷۶۶ میلادی با الکترومتر Horace-Bénédict de Saussure جایگزین شد.
در دهه ۱۷۴۰ میلادی، ویلیام واتسون آزمایشهای بسیاری برای تعیین سرعت برق انجام داد. باور عموم مردم در آن زمان این بود که برق سریعتر از صدا یا صوت است، اما هیچ آزمایش دقیقی برای اندازه‌گیری سرعت یک جریان طراحی نشده‌است. واتسون، در مزرع‌های شمال لندن، خطی از سیم را که توسط چوب‌های خشک و ابریشم پوشش داده بود را به طول ۱۲٬۲۷۶ فوت (۳٫۷ کیلومتر) گذاشت. حتی در این طول، سرعت الکتریسیته آنی به نظر می‌رسید. مقاومت در سیم نیز مورد توجه قرار گرفت اما به ظاهر قابل درک نبود، همان‌طور که واتسون گفت "ما دوباره مشاهده کردیم که اگرچه ترکیب‌های الکتریکی برای کسانی که سیم را نگه می‌دارند بسیار شدید بود ولی گزارش انفجار در هادی اصلی در این زمینه کم بود. مقایسه آنچه که هنگام کوتاه بودن مدار شنیده می‌شود. " واتسون سرانجام تصمیم گرفت آزمایش‌های الکتریکی خود را دنبال نکند و در عوض بر تخصص پزشکی خود تمرکز کند.
در دهه ۱۷۵۰، هنگامی که مطالعه الکتریسیته رواج یافت، راه‌های کارآمد برای تولید برق جستجو شد. ژنراتور ساخته شده توسط جسی رامسدن یکی از اولین ژنراتورهای الکترواستاتیک اختراع شد. برق تولید شده توسط چنین ژنراتورهایی برای درمان فلج، اسپاسم ماهیچه‌ها و کنترل ضربان قلب استفاده می‌شد. سایر کاربردهای پزشکی برق شامل پر کردن بدن با برق، جرقه کشیدن از بدن و اعمال جرقه از ژنراتور به بدن است.
چارلز آگوستین دو کولوم قانون جاذبه الکترواستاتیک را در سال ۱۷۸۱ به عنوان برآیند تلاش خود برای تحقیق در مورد قانون دافعه‌های الکتریکی که توسط جوزف پریستلی در انگلستان بیان شد، توسعه داد. برای این منظور، او دستگاه حساسی را برای اندازه‌گیری نیروهای الکتریکی دخیل در قانون پریستلی اختراع کرد. او همچنین قانون مربع معکوس جذب و دفع قطب‌های مغناطیسی را ایجاد کرد که مبنایی برای نظریه ریاضی نیروهای مغناطیسی ایجاد شده توسط سیمون دنیس پواسون شد. کولنب هفت اثر مهم در زمینه الکتریسیته و مغناطیس نوشت که بین سالهای ۱۷۸۵ تا ۱۷۹۱ به Académie des Sciences ارائه کرد، در این مقاله وی با ارائه نظریه جاذبه و دافعه بین اجسام باردار، به جستجوی رساناهای کامل و دی الکتریک پرداخت. او پیشنهاد کرد که هیچ دی الکتریک کاملی وجود ندارد، و پیشنهاد کرد که هر ماده دارای محدودیتی است که بیش از آن الکتریسیته را هدایت می‌کند. SI واحد بار است که به نام کولن و به افتخار او نام گذاری شد.
در سال ۱۷۸۹، فرانتس اپینوس دستگاهی را با ویژگی‌های «کندانسور» (که امروزه به عنوان خازن معروف است توسعه داد .) چگالنده Aepinus اولین خازنی بود که پس از شیشه Leyden ایجاد شد و برای نشان دادن هدایت و القاء استفاده شد. این دستگاه به گونه ای ساخته شده‌است که می‌توان فاصله بین دو صفحه را تنظیم کرد و دی الکتریک شیشه ای که دو صفحه را جدا می‌کند، برداشته یا با مواد دیگر جایگزین شد.

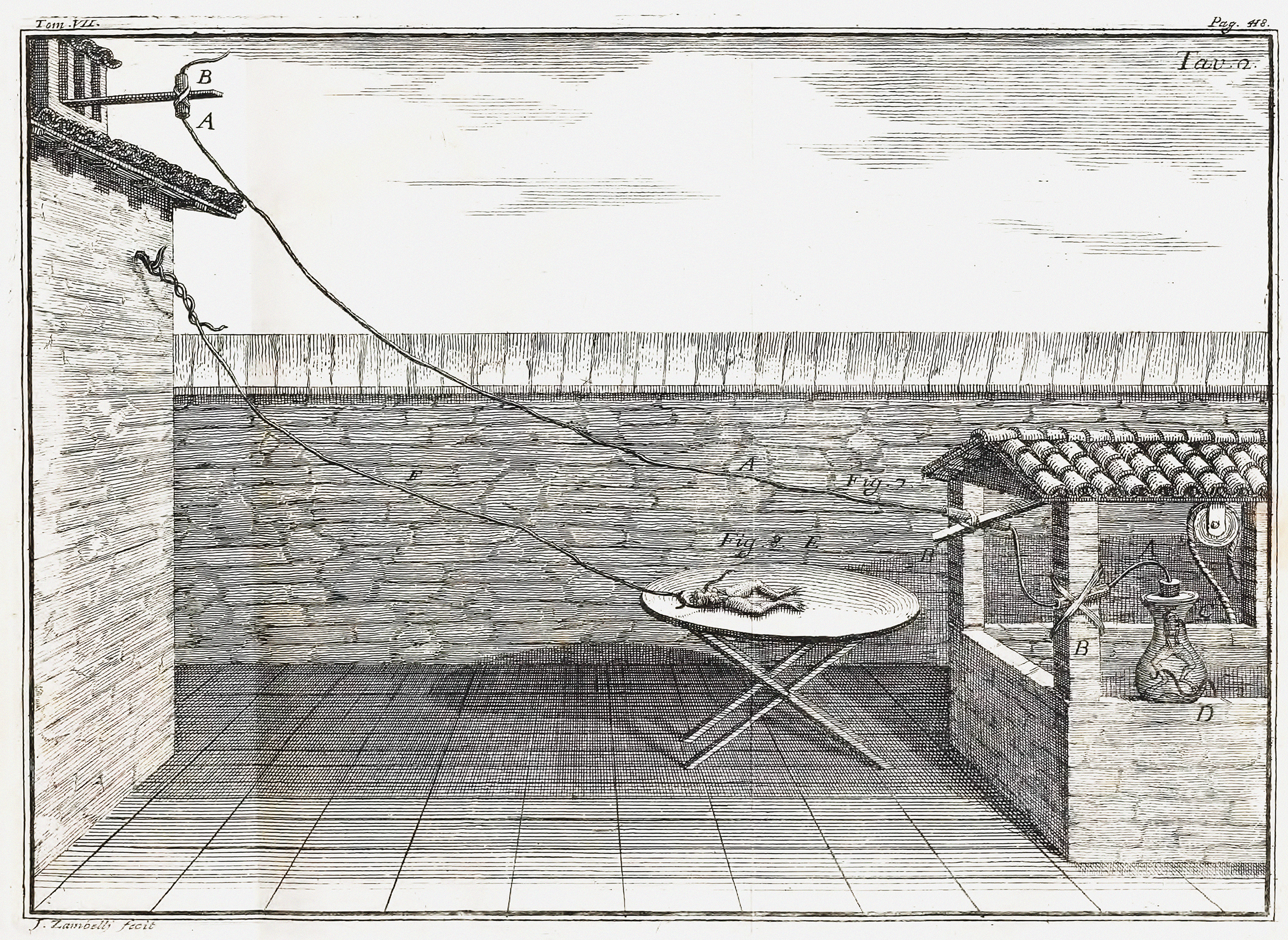
نمودار اواخر دهه ۱۷۸۰ از آزمایش گالوانی بر روی پاهای قورباغه.

علیرغم کسب دانش در مورد خواص الکتریکی و ساخت ژنراتورها، در اواخر قرن ۱۸ بود که پزشک و آناتومیست ایتالیایی لوئیجی گالوانی تولد الکتروشیمی را با ایجاد پلی بین انقباض‌های عضلانی و الکتریسیته با مقاله ۱۷۹۱ خود در 1791 De Viribus نشان داد. Electricitatis در Motu Musculari Commentarius (تفسیری در مورد تأثیر الکتریسیته بر حرکت عضلانی)، جایی که او یک «ماده عصبی-الکتریکی» را در اشکال زندگی پیشنهاد کرد.
گالوانی در مقاله خود به این نتیجه رسید که بافت حیوان‌ها دارای یک نیروی حیاتی ذاتی است که قبلاً ناشناخته بود و آن را "الکتریسیته حیوان هاً نامیده‌است که وقتی بین دو کاوشگر فلزی قرار می‌گیرد، عضله را فعال می‌کند. او معتقد بود که این شواهدی از شکل جدیدی از الکتریسیته است، جدا از شکل "طبیعی" که توسط صاعقه تولید می‌شود و شکل "مصنوعی" که توسط اصطکاک (الکتریسیته ساکن) تولید می‌شود. او مغز را مهمترین اندام برای ترشح این "مایع الکتریکی" می‌دانست و عصب‌های مایع را به ماهیچه‌ها می‌رسانند. او معتقد بود که بافتها مشابه سطوح بیرونی و داخلی کوزه‌های لیدن عمل می‌کنند. جریان این مایع الکتریکی محرک فیبرهای ماهیچه ای بود.

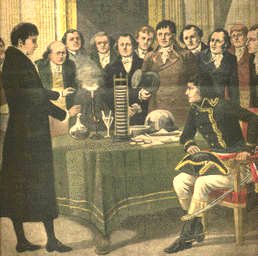
الساندرو ولتا فیزیکدان ایتالیایی در اوایل قرن نوزدهم " باتری " خود را به ناپلئون بناپارت امپراتور فرانسه نشان می‌دهد.

همکاران علمی گالوانی به‌طور کلی نظرهای او را پذیرفتند، اما الساندرو ولتا، استاد برجسته فیزیک در دانشگاه پاویا، با قیاس بین ماهیچه‌ها و کوزه‌های لیدن قانع نشد. وی با تصمیم به اینکه پای قورباغه‌ها که در آزمایش‌های گالوانی استفاده می‌شد تنها به عنوان یک الکتروسکوپ عمل می‌کرد، معتقد بود که تماس فلزات غیر مشابه منبع واقعی تحریک است. او از الکتریسیته تولید شده به عنوان "الکتریسیته فلزی" یاد کرد و تصمیم گرفت که ماهیچه با منقبض شدن هنگام تماس با فلز، شبیه عمل الکتروسکوپ است. علاوه بر این، ولتا ادعا کرد که اگر دو فلز متفاوت در تماس با یکدیگر ماهیچه ای را لمس کنند، تحریک نیز رخ می‌دهد و با عدم شباهت فلزها افزایش می‌یابد. گالوانی با به دست آوردن عملکرد عضلانی با استفاده از دو قطعه فلز مشابه این موضوع را رد کرد. نام ولتا بعدها برای واحد پتانسیل الکتریکی، ولت استفاده شد.

## ظهور الکتروشیمی به عنوان شاخه ای از شیمی

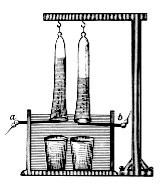
طرح دستگاه ریتر برای جداسازی آب به هیدروژن و اکسیژن با الکترولیز

در سال ۱۸۰۰، شیمی‌دان‌های انگلیسی ویلیام نیکلسون و یوهان ویلهلم ریتر موفق شدند آب را به الکترولیز به هیدروژن و اکسیژن تفکیک کنند. اندکی پس از آن، ریتر فرایند آبکاری الکتریکی را کشف کرد. او همچنین مشاهده کرد که مقدار فلز رسوب شده و میزان اکسیژن تولید شده طی یک فرایند الکترولیتیک به فاصله بین الکترودها بستگی دارد. تا سال ۱۸۰۱، ریتر جریان‌های ترموالکتریک را مشاهده کرده بود، که پیش‌بینی می‌کرد کشف گرماالکتریکی توسط توماس یوهان سیبک باشد.
در سال ۱۸۰۲، ویلیام کرویکشانک اولین باتری الکتریکی با قابلیت تولید انبوه را طراحی کرد. مانند ولتا، Cruickshank صفحه‌های مربعی مس را که در انتهای آنها لحیم کرده بود، همراه با صفحه‌هایی از روی مساوی مرتب کرد. این صفحه‌ها در یک جعبه چوبی مستطیلی بلند قرار داده شده بود که با سیمان مهر و موم شده بود. شیارهای داخل جعبه صفحه‌های فلزی را در موقعیت خود نگه داشت. سپس جعبه را با یک الکترولیت آب نمک پر کرده یا با اسید آبگیری می‌کنند. این طرح غرقاب شده این مزیت را دارد که با استفاده از آن خشک نمی‌شود و انرژی بیشتری نسبت به آرایش ولتا، که از کاغذهای آغشته به آب نمک بین صفحه‌ها استفاده می‌کرد، ارائه می‌داد.
در تلاش برای تولید بهتر فلزهای پلاتین، دو دانشمند، ویلیام هاید ولاستون و اسمیتسون تننت، با هم همکاری کردند تا یک تکنیک الکتروشیمیایی کارآمد را برای تصفیه یا تصفیه پلاتین طراحی کنند. Tennant در نهایت عناصر ایریدیوم و اسمیوم را کشف کرد. تلاش ولستون به نوبه خود او را به کشف فلزهای پالادیوم در سال ۱۸۰۳ و رودیم در ۱۸۰۴ رساند.
ولاستون در باتری گالوانیک (به نام گالوانی) در دهه ۱۸۱۰ پیشرفت‌هایی انجام داد. در باتری ولاستون، جعبه چوبی با یک ظرف سفالی جایگزین شد و یک صفحه مسی به شکل U خم شد و یک صفحه روی روی آن در مرکز مس خم شده قرار گرفت. صفحه روی با تماس با رولپلاک (قطعات) چوب پنبه یا چوب از تماس با مس جلوگیری شد. در طراحی تک سلولی وی، صفحه مس شکل U به دسته ای افقی جوش داده شد تا صفحات مسی و روی را از الکترولیت در مواقعی که از باتری استفاده نمی‌کرد، خارج کند.
در سال ۱۸۰۹، ساموئل توماس فون سومرینگ اولین تلگراف را توسعه داد. او از دستگاهی با ۲۶ سیم (۱ سیم برای هر حرف الفبای آلمانی) استفاده کرد که در محفظه ای از اسید ختم می‌شد. در ایستگاه ارسال، کلیدی که مدار را با باتری تکمیل می‌کرد، در صورت لزوم به هر یک از سیم‌های خط وصل شد. عبور جریان باعث تجزیه شیمیایی اسید شد و پیام با مشاهده اینکه در کدام یک از پایانه‌ها حباب‌های گاز ظاهر می‌شود، خوانده شد. به این ترتیب او توانست پیام‌ها را، یک نامه در یک زمان، ارسال کند.
کار همفری دیوی با الکترولیز به این نتیجه رسید که تولید برق در سلولهای الکترولیتی ساده ناشی از واکنشهای شیمیایی بین الکترولیت و فلزها است و بین موادی با بار مخالف رخ داده‌است. وی استدلال کرد که فعل و انفعالات جریانهای الکتریکی با مواد شیمیایی محتمل‌ترین ابزار تجزیه همه مواد را به عناصر اصلی آنها ارائه می‌دهد. این دیدگاه‌ها در سال ۱۸۰۶ در سخنرانی او در مورد برخی از عوامل شیمیایی برق توضیح داده شد، که برای آن جایزه ناپلئون را از موسسه فرانسه در سال ۱۸۰۷ دریافت کرد (با وجود این واقعیت که انگلستان و فرانسه در آن زمان در جنگ بودند). این کار مستقیماً منجر به جداسازی سدیم و پتاسیم از ترکیب‌های مشترک آنها و فلزهای قلیایی خاکی از ترکیب آنها در سال ۱۸۰۸ شد.
کشف اثر مغناطیسی جریانهای الکتریکی در سال ۱۸۲۰ توسط هانس کریستین اورستد بلافاصله بعنوان یک پیشرفت مهم شناخته شد، اگرچه کار بیشتر در زمینه الکترومغناطیس را به دیگران واگذار کرد. آندره ماری آمپر به سرعت آزمایش اورستد را تکرار کرد و آنها را به صورت ریاضی (که به قانون آمپر تبدیل شد) فرموله کرد. اورستد همچنین دریافت که یک سوزن مغناطیسی توسط جریان الکتریکی منحرف نمی‌شود، بلکه سیم الکتریکی زنده در یک میدان مغناطیسی نیز منحرف می‌شود، بنابراین پایه و اساس ساخت یک موتور الکتریکی را ایجاد می‌کند. کشف اورستست در مورد پیپرین، یکی از اجزای تند فلفل، مانند تهیه آلومینیوم در سال ۱۸۲۵ سهم مهمی در شیمی داشت.
در طول دهه ۱۸۲۰، روبرت هیر Deflagrator را توسعه داد، شکلی از باتری ولتایی با صفحات بزرگ که برای تولید احتراق سریع و قوی استفاده می‌شود. یک شکل اصلاح شده از این دستگاه در سال ۱۸۲۳ در فرار و ذوب کربن استفاده شد. با استفاده از این باتری‌ها اولین استفاده از برق ولتایی برای انفجار زیر آب در سال ۱۸۳۱ انجام شد.
در سال ۱۸۲۱، توماس یوهان سیبک، فیزیکدان استونیایی -آلمانی، زمانی که اختلاف دما بین مفاصل وجود دارد، پتانسیل الکتریکی را در نقاط اتصال دو فلز متفاوت نشان داد. او یک سیم مسی را با سیم بیسموت به هم وصل کرد تا یک حلقه یا مدار ایجاد کند. دو اتصال با اتصال انتهای سیمها به یکدیگر ایجاد شد. سپس به‌طور تصادفی کشف کرد که اگر یک محل اتصال را به دمای بالا گرم کند و محل اتصال دیگر در دمای اتاق باقی بماند، میدان مغناطیسی در اطراف مدار مشاهده می‌شود.
او تشخیص نداد که هنگام اعمال گرما به محل اتصال دو فلز، جریان الکتریکی ایجاد می‌شود. وی برای بیان کشفیات خود از عبارت «جریانهای حرارتی مغناطیسی» یا «حرارتی مغناطیسی» استفاده کرد. در طول دو سال بعد، وی مشاهدات مستمر خود را به آکادمی علوم پروس گزارش داد، جایی که مشاهدات خود را «قطبش مغناطیسی فلزات و سنگ معدن تولید شده توسط اختلاف دما» توصیف کرد. این اثر سیبک مبنای ترموکوپل شد، که امروزه هنوز دقیق‌ترین اندازه‌گیری دما در نظر گرفته می‌شود. اثر معکوس پلتیه بیش از یک دهه بعد مشاهده شد که جریانی در مدار با دو فلز متمایز عبور می‌کرد و در نتیجه اختلاف دما بین فلزات ایجاد می‌شد.
در سال ۱۸۲۷ دانشمند آلمانی جورج اهم قانون خود را در کتاب معروف خود Die galvanische Kette, mathematisch bearbeitet (The Galvanic Circuit investigated ریاضی) بیان کرد که در آن نظریه کامل خود را در مورد الکتریسیته ارائه کرد.
در سال ۱۸۲۹ آنتوان سزار بکرل سلول «جریان ثابت» را که پیشگام سلول معروف دانیل بود، توسعه داد. هنگامی که این سلول اسیدی-قلیایی توسط گالوانومتر اندازه‌گیری شد، مشخص شد که جریان برای یک ساعت ثابت است، اولین نمونه از «جریان ثابت». او نتایج مطالعه خود را در مورد ترموالکتریکی در ساخت یک دماسنج الکتریکی به کار برد و دمای محیط داخلی حیوانات، خاک در اعماق مختلف و جو را در ارتفاعات مختلف اندازه‌گیری کرد. او به اعتبار قوانین فارادی کمک کرد و تحقیقات گسترده‌ای را در زمینه آبکاری فلزات با کاربردهای فلزکاری و متالورژی انجام داد. تاریخ فناوری سلول‌های خورشیدی به سال ۱۸۳۹ برمی گردد که بکرل مشاهده کرد تابش نور به الکترود غوطه ور در محلول رسانا باعث ایجاد جریان الکتریکی می‌شود.
مایکل فارادی، در سال ۱۸۳۲، شروع به تلاش خسته کننده ای کرد تا ثابت شود همه الکتریسیته دارای خواص دقیقاً یکسانی بوده و دقیقاً همان اثرات را ایجاد می‌کند. اثر کلیدی تجزیه الکتروشیمیایی بود. برق ولتایی و الکترومغناطیسی هیچ مشکلی ایجاد نکرد، اما الکتریسیته ساکن این مشکل را ایجاد کرد. در حالی که فارادی عمیق‌تر به مشکل پرداخت، او دو کشف شگفت‌انگیز انجام داد. اول، نیروی الکتریکی، همان‌طور که مدتها پیش تصور می‌شد، با فاصله از مولکول‌ها باعث جدا شدن آنها نشد. این عبور الکتریسیته از یک محیط مایع رسانا بود که باعث جدا شدن مولکول‌ها شد، حتی زمانی که الکتریسیته فقط به هوا تخلیه می‌شد و از یک «قطب» یا «مرکز عمل» در یک سلول ولتایی عبور نمی‌کرد. ثانیاً، مشخص شد که میزان تجزیه مستقیماً با میزان عبور برق از محلول مرتبط است.
این یافته‌ها فارادی را به سمت نظریه جدیدی در زمینه الکتروشیمی سوق داد. او استدلال کرد که نیروی الکتریکی مولکولهای محلول را به حالت کشش انداخت. هنگامی که نیرو به اندازه ای قوی بود که بتواند نیروهایی را که مولکول‌ها را در کنار هم نگه داشته بودند را مخدوش کند، به گونه ای که امکان تعامل با ذرات مجاور را فراهم آورد، با مهاجرت ذرات در امتداد خطوط کششی، قسمت‌های مختلف اتم‌ها در جهت مخالف مهاجرت می‌کردند. مقدار الکتریسیته ای که عبور می‌کند، به وضوح با خواص شیمیایی مواد موجود در محلول مرتبط است. این آزمایش‌ها مستقیماً منجر به دو قانون الکتروشیمی فارادی شد که می‌گوید:
- مقدار ماده ای که بر روی هر الکترود یک سلول الکترولیتی رسوب کرده‌است، مستقیماً با میزان عبور جریان الکتریکی از سلول متناسب است.
- مقادیر عناصر مختلف ذخیره شده توسط مقدار معینی از الکتریسیته به نسبت وزن معادل شیمیایی آنها است.

ویلیام استرجن در سال ۱۸۳۲ یک موتور الکتریکی ساخت و کموتاتور را ابداع کرد، حلقه ای از برس‌های فلزی که به آرماتور چرخان اجازه می‌دهد تماس با جریان الکتریکی را حفظ کند و جریان متناوب را به جریان مستقیم تپنده تبدیل کرد. او همچنین باتری ولتایی را بهبود بخشید و روی نظریه حرارتی الکتریکی کار کرد.
هیپولیت پیکسی، سازنده ساز فرانسوی، اولین دینام را در سال ۱۸۳۲ ساخت و بعداً دیناموی جریان مستقیم را با استفاده از کموتاتور ساخت. این اولین مولد مکانیکی جریان الکتریکی بود که از مفاهیم نشان داده شده توسط فارادی استفاده می‌کرد.

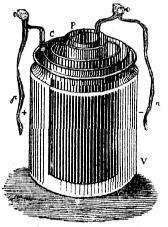
سلول دانیل

جان دانیل آزمایش‌های خود را در سال ۱۸۳۵ برای بهبود باتری ولتایی با مشکل‌های ناپایداری و منبع ضعیف جریان الکتریکی آغاز کرد. آزمایش‌های وی به زودی به نتایج قابل توجهی منجر شد. در سال ۱۸۳۶، وی سلول اولیه ای را اختراع کرد که در آن هیدروژن در تولید برق حذف می‌شد. دنیل مشکل قطبی شدن را حل کرده بود. در آزمایشگاه خود آموخته بود که روی را با جیوه ترکیب کرده و روی ترکیب کند. نسخه او اولین باتری کلاس دو سیال و اولین باتری بود که در مدت زمان طولانی منبع قابل اطمینان جریان الکتریکی را تولید می‌کرد.
ویلیام گروو اولین پیل سوختی را در سال ۱۸۳۹ تولید کرد. او آزمایش خود را بر اساس این واقعیت انجام داد که ارسال جریان الکتریکی از طریق آب باعث تقسیم آب به قسمتهای تشکیل دهنده آن از هیدروژن و اکسیژن می‌شود؛ بنابراین، گروو عکس العمل را معکوس کرد - هیدروژن و اکسیژن را برای تولید برق و آب ترکیب کرد. سرانجام واژه پیل سوختی در سال ۱۸۸۹ توسط لودویگ موند و چارلز لانگر ابداع شد که سعی کردند اولین دستگاه عملی را با استفاده از هوا و گاز زغال سنگ صنعتی بسازند. او همچنین یک باتری قدرتمند در نشست سالانه انجمن بریتانیا برای پیشرفت علم در سال ۱۸۳۹ معرفی کرد. اولین سلول گروو شامل روی در اسید سولفوریک رقیق شده و پلاتین در اسید نیتریک غلیظ بود که توسط یک گلدان متخلخل جدا شده بود. این سلول توانست حدود ۱۲ آمپر جریان در حدود ۱٫۸ ولت تولید کند. ولتاژ این سلول تقریباً دو برابر سلول اول دانیل بود. سلول اسید نیتریک گروو باتری مورد علاقه تلگراف اولیه آمریکا (۱۸۴۰–۱۸۶۰) بود، زیرا خروجی فعلی قوی را ارائه می‌داد.
با افزایش ترافیک تلگراف، مشخص شد که سلول گروو گاز سمی دی‌اکسید نیتروژن را تخلیه می‌کند. با پیچیده‌تر شدن تلگراف، نیاز به ولتاژ ثابت بسیار مهم شد و دستگاه گروو محدود شد (با تخلیه سلول، اسید نیتریک تخلیه و ولتاژ کاهش یافت). در زمان جنگ داخلی آمریکا، باتری گروو باتری دانیل جایگزین شده بود. در سال ۱۸۴۱ رابرت بونسن الکترود گران‌قیمت پلاتین مورد استفاده در باتری گروو را با الکترود کربن جایگزین کرد. این منجر به استفاده وسیع از "باتری Bunsen" در تولید قوس روشنایی و آبکاری شد.
ویلهلم وبر در سال ۱۸۴۶ الکترودینومتر را ایجاد کرد که در آن جریان باعث می‌شود که سیم پیچ معلق در سیم پیچ دیگر هنگام عبور جریان از هر دو بچرخد. در سال ۱۸۵۲، وبر واحد مطلق مقاومت الکتریکی (که نام برده شد تعریف اهم پس از جرج اهم). نام وبر در حال حاضر به عنوان نام واحد برای توصیف شار مغناطیسی، وبر استفاده می‌شود.
یوهان هیتورف ، فیزیکدان آلمانی نتیجه گرفت که حرکت یون‌ها باعث ایجاد جریان الکتریکی می‌شود. در سال ۱۸۵۳ هیتورف متوجه شد که برخی از یونها سریعتر از بقیه حرکت می‌کنند. این مشاهده‌ها منجر به مفهوم عدد حمل و نقل شد، سرعتی که یون‌های خاصی جریان الکتریکی را منتقل می‌کردند. هیتورف تغییرهای غلظت محلول‌های الکترولیز شده را از این تعداد حمل و نقل (ظرفیت حمل نسبی) بسیاری از یونها محاسبه کرد و در سال ۱۸۶۹ یافته‌های خود را در مورد انتقال یونها منتشر کرد.

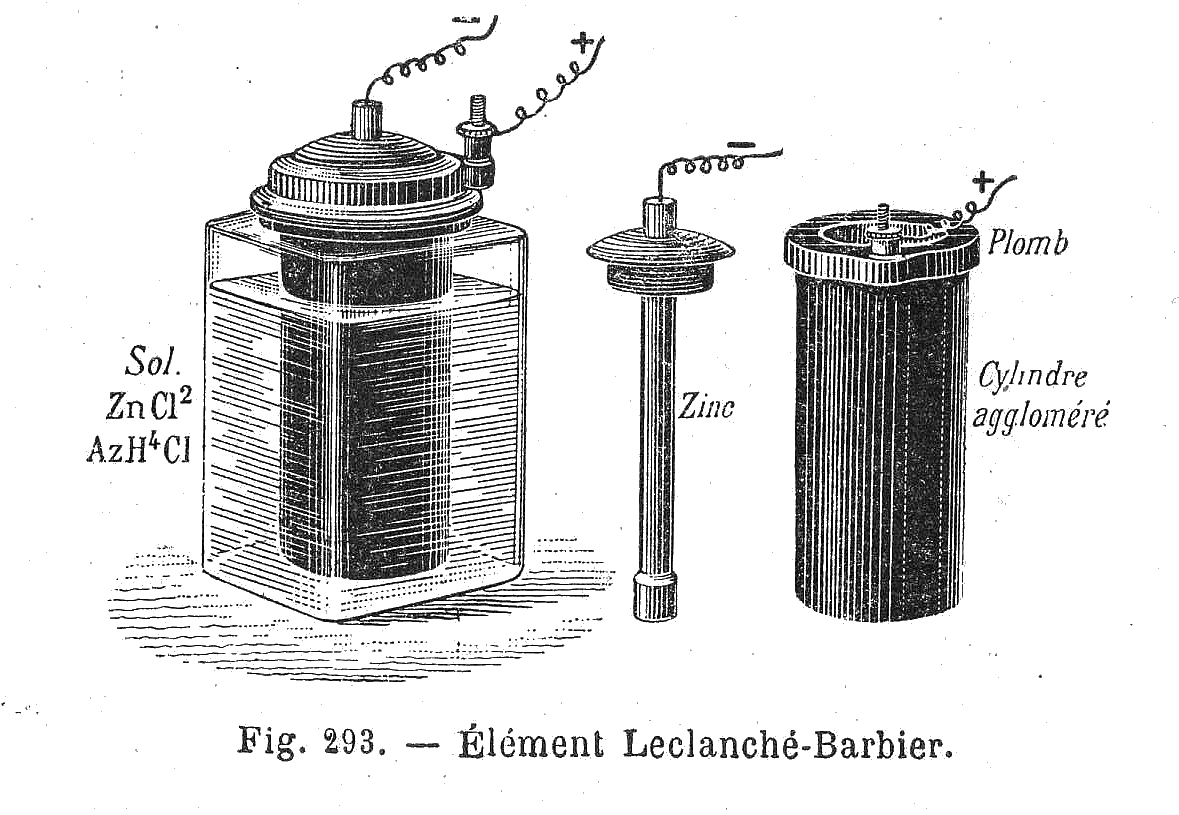
سلول لکلانشه

در سال ۱۸۶۶، ژرژ لکلانش یک سیستم باتری جدید را ثبت کرد، که بلافاصله موفق شد. سلول اصلی لکلانش در یک گلدان متخلخل مونتاژ شد. الکترود مثبت (کاتد) شامل دی‌اکسید منگنز خرد شده با کمی کربن مخلوط شده بود. قطب منفی (آند) میله روی بود. کاتد در گلدان بسته شد و یک میله کربن وارد شد تا به عنوان جمع‌کننده جریان عمل کند. سپس آند و گلدان در محلول کلرید آمونیوم غوطه ور شدند. مایع به عنوان الکترولیت عمل می‌کند و به راحتی از دیگ متخلخل نفوذ کرده و با مواد کاتد تماس می‌گیرد. سلول «مرطوب» لکلانشه پیشگام اولین باتری پرکاربرد جهان، سلول روی-کربن شد.

## پیشرفتهای اواخر قرن ۱۹ و ظهور جوامع الکتروشیمیایی
در سال ۱۸۶۹ زنوب گرام اولین دینامو با جریان مستقیم تمیز را ابداع کرد. ژنراتور وی دارای زخم آرماتور حلقه ای با تعداد زیادی سیم پیچ فردی بود.
سوانته آرنیوس پایان‌نامه خود را در سال ۱۸۸۴ با عنوان Recherches sur la conduibilité galvanique des électrolytes (تحقیقات در مورد رسانایی گالوانیکی الکترولیت‌ها) منتشر کرد. از نتایج آزمایش‌های خود، نویسنده به این نتیجه رسید که الکترولیت‌ها، وقتی در آب حل می‌شوند، به میزان متفاوتی تبدیل به یونهای مثبت و منفی می‌شوند. میزان وقوع این تفکیک بیش از هر چیز به ماهیت ماده و غلظت آن در محلول بستگی دارد و هرچه رقت بیشتر باشد، بیشتر توسعه می‌یابد. یونها نه تنها حامل جریان الکتریکی، مانند الکترولیز، بلکه فعالیت‌های شیمیایی نیز هستند. رابطه بین تعداد واقعی یونها و تعداد آنها در زمان رقیق شدن زیاد (هنگامی که همه مولکولها از هم جدا شدند) مقدار خاصی از علاقه ("ثابت فعالیت") را ایجاد کرد.

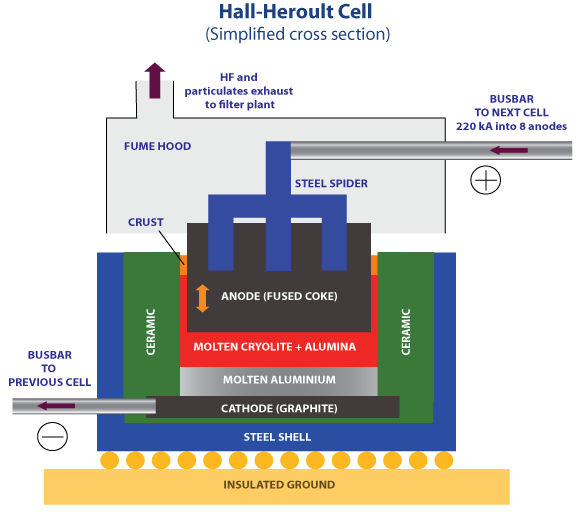
یک سلول صنعتی هال-هرولت.

مسابقه برای تولید تجاری آلومینیوم در سال ۱۸۸۶ توسط پل هرولت و چارلز ام هال برنده شد. مشکلی که بسیاری از محقق‌ها در مورد استخراج آلومینیوم داشتند این بود که الکترولیز نمک آلومینیوم محلول در آب، هیدروکسید آلومینیوم را تولید می‌کند. هر دو سالن و هرولت این مشکل با حل اکسید آلومینیوم در یک ذوب شده حلال جدید اجتناب یخ سنگ (سدیم 3 آل F 6).
ویلهلم استوالد، برنده جایزه نوبل ۱۹۰۹، کار آزمایشی خود را در سال ۱۸۷۵، با تحقیق در مورد قانون عمل جرم آب در رابطه با مشکلل‌های وابستگی شیمیایی، با تأکید ویژه بر الکتروشیمی و دینامیک شیمیایی آغاز کرد. در سال ۱۸۹۴ او اولین تعریف مدرن از کاتالیزور را ارائه داد و توجه خود را به واکنشهای کاتالیزوری معطوف کرد. استوالد به ویژه برای همکاری خود در زمینه الکتروشیمی، از جمله مطالعه‌های مهم در مورد رسانایی الکتریکی و تجزیه الکترولیتی اسیدهای آلی شناخته شده‌است.
هرمان نرنست نظریه نیروی الکتروموتور سلول ولتاییک را در سال ۱۸۸۸ توسعه داد. وی روش‌هایی را برای اندازه‌گیری ثابت‌های دی الکتریک توسعه داد و اولین فردی بود که نشان داد حلال‌های ثابت‌های دی الکتریک بالا باعث یونیزه شدن مواد می‌شوند. مطالعه‌های اولیه نرنست در الکتروشیمی از نظریه تفکیک آرنیوس الهام گرفته شد که ابتدا اهمیت یون‌ها را در محلول تشخیص داد. در سال ۱۸۸۹، نرنست با فرض «فشار الکترولیتی انحلال»، که یونها را از الکترودها به محلول مجبور می‌کند و با فشار اسمزی یون‌های محلول مخالف است، نظریه سلولهای گالوانیک را روشن کرد. او اصول ترمودینامیک را برای واکنش‌های شیمیایی که در یک باتری پیش می‌رود، به کار برد. در همان سال او نشان داد که چگونه می‌توان از ویژگی‌های جریان تولید شده برای محاسبه تغییرهای انرژی آزاد در واکنش شیمیایی تولیدکننده جریان استفاده کرد. او معادله ای ایجاد کرد که به معادله نرنست معروف است و رابطه ولتاژ سلول باتری را با خواص آن توصیف می‌کند.
در سال ۱۸۹۸ فریتز هابر کتاب درسی خود را با نام الکتروشیمی: Grundriss der technischen Elektrochemie auf theoryischer Grundlage (مبنای نظری الکتروشیمی فنی) منتشر کرد که بر اساس سخنرانی‌هایی بود که وی در کارلسروهه ارائه کرد. وی در مقدمه کتاب خود قصد خود را در ارتباط تحقیق‌های شیمیایی با فرآیندهای صنعتی اعلام کرد و در همان سال نتایج کار خود را در زمینه اکسیداسیون و کاهش الکترولیتی گزارش کرد، که در آن نشان داد اگر کاهش ولتاژ کاتد ثابت نگه داشته می‌شود. در سال ۱۸۹۸ او کاهش نیتروبنزن را به صورت مرحله ای در کاتد توضیح داد و این مدلی برای سایر فرآیندهای مشابه مشابه شد.
در سال ۱۹۰۹، روبرت اندروز میلیکان یک سری آزمایش را برای تعیین بار الکتریکی انجام شده توسط یک الکترون آغاز کرد. او با اندازه‌گیری مسیر قطره‌های آب باردار در یک میدان الکتریکی شروع کرد. نتایج نشان داد که بار قطره‌ها چند برابر بار الکتریکی اولیه است، اما آزمایش آنقدر دقیق نبود که قانع کننده باشد. وی در سال ۱۹۱۰ با آزمایش معروف خود در مورد قطره روغن که در آن آب (که تمایل زیادی به تبخیر سریع داشت) را با روغن جایگزین کرد، نتایج دقیق تری به دست آورد.
یاروسلاو حیروفسکی، برنده جایزه نوبل، وزن خسته کننده مورد نیاز در تکنیک‌های تحلیلی قبلی را که از بارش جیوه با اندازه‌گیری زمان افت استفاده می‌کرد، حذف کرد. در روش قبلی، یک ولتاژ به الکترود جیوه ای که در حال سقوط بود اعمال شد و یک الکترود مرجع در محلول آزمایش غوطه ور شد. پس از جمع‌آوری ۵۰ قطره جیوه، آنها را خشک کرده و وزن کردند. ولتاژ اعمال شده متفاوت بود و آزمایش تکرار شد. وزن اندازه‌گیری شده در مقابل ولتاژ اعمال شده برای بدست آوردن منحنی رسم شد. در سال ۱۹۲۱، Heyrovský ایده اندازه‌گیری جریان عبوری از سلول به جای مطالعه زمان قطره را داشت.

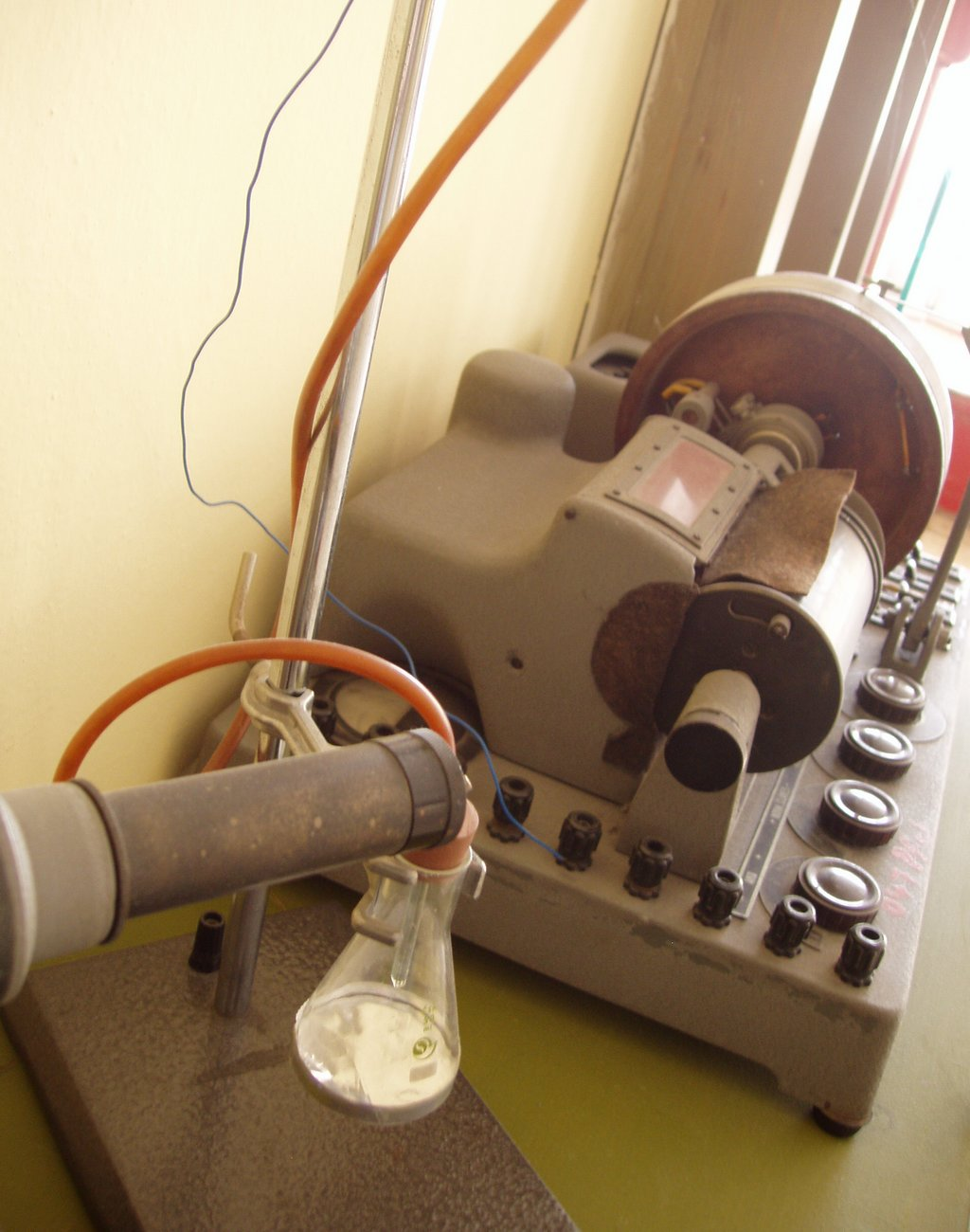
پولاروگراف حیروفسکی

در ۱۰ فوریه ۱۹۲۲ میلادی، " پلاروگراف " متولد شد او Heyrovský منحنی ولتاژ جریان را برای محلول ۱ مول/لیتر NaOH ثبت کرد. Heyrovský به درستی افزایش فعلی بین ۹ ۱٫۹ تا .۰ ۲٫۰ را به دلیل رسوب یونهای Na + تفسیر کرده و یک آمالگام تشکیل می‌دهد. در زمان کوتاهی پس از آن، با همکار ژاپنی خود ماسوزو شیکاتا، او اولین ساز را برای ضبط خودکار منحنی‌های پلاروگرافی ساخت، که بعدها به عنوان پلاروگراف شهرت جهانی پیدا کرد.
در سال ۱۹۲۳، یوهانس نیکلاس برونستد و توماس مارتین لوری همان نظریه را در مورد نحوه رفتار اسیدها و بازها با استفاده از پایه الکتروشیمیایی منتشر کردند.
انجمن بین‌المللی الکتروشیمی (ISE) در سال ۱۹۴۹ تأسیس شد، و چند سال بعد اولین دستگاه الکتروفورتیک پیچیده در سال ۱۹۳۷ توسط آرن تیسلیوس ساخته شد، که در سال ۱۹۴۸ جایزه نوبل را به دلیل فعالیت در الکتروفورز پروتئین دریافت کرد. او «مرز متحرک» را توسعه داد، که بعداً به عنوان الکتروفورز منطقه شناخته شد و از آن برای جدا کردن پروتئین‌های سرم در محلول استفاده کرد. الکتروفورز در دهه ۱۹۴۰ و ۱۹۵۰ هنگامی که این تکنیک روی مولکول‌هایی از بزرگترین پروتئین‌ها تا اسیدهای آمینه و حتی یون‌های غیر آلی اعمال شد، به‌طور گسترده‌ای توسعه یافت.
در سالهای ۱۹۶۰ و ۱۹۷۰ الکتروشیمی کوانتومی توسط رواز دوگونادزه و دانش آموزانش توسعه یافت.